# Opius mediosignum
Opius mediosignum är en stekelart som beskrevs av Fischer 1968. Opius mediosignum ingår i släktet Opius och familjen bracksteklar. Inga underarter finns listade i Catalogue of Life.